# Harmonisiertes Güterverzeichnis

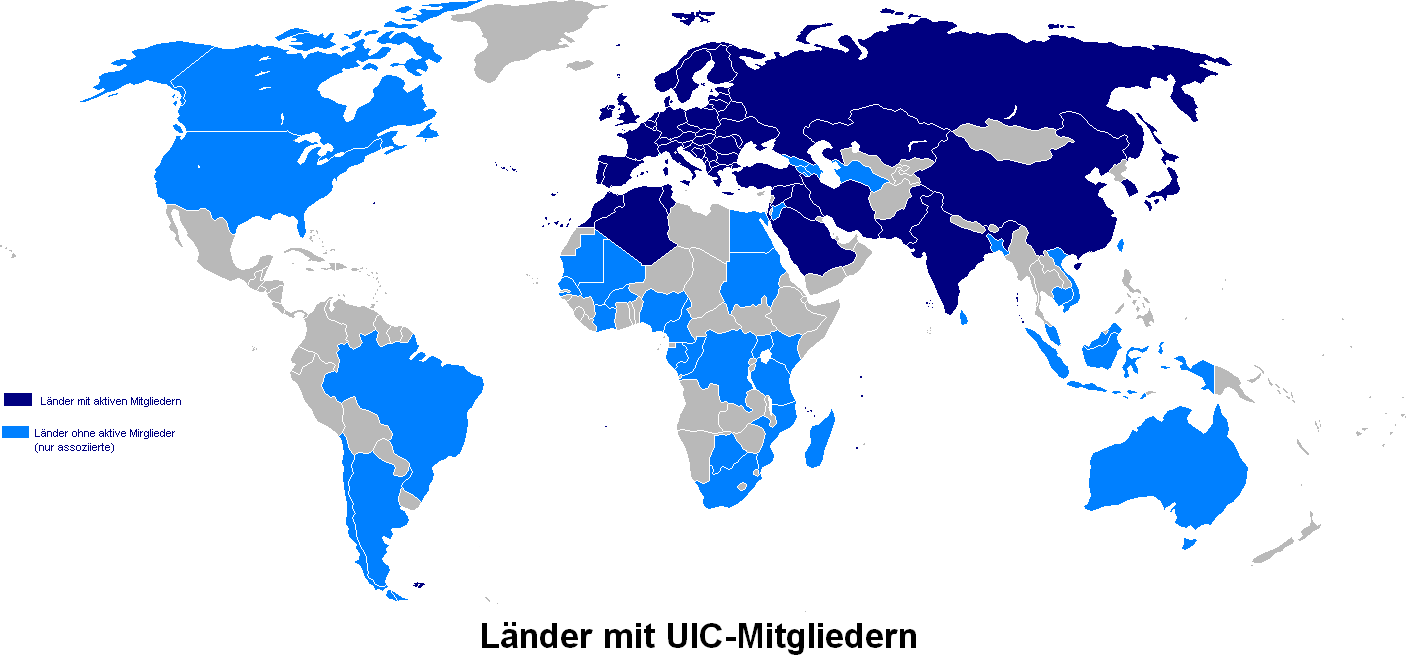
Länder mit UIC-Mitgliedern, 2007

Das Harmonisierte Güterverzeichnis (franz.: Nomenclature harmonisée des marchandises NHM) ist ein System des Internationalen Eisenbahnverbandes (UIC) zur einheitlichen Klassifizierung von Gütern im Eisenbahngüterverkehr. Die NHM-Nummer bezeichnet international einheitlich ein Transportgut.
Die NHM-Codes sind 6-stellig oder 8-stellig und lehnen sich an die statistische Warennummer und Zolltarifnummern an.